# Cajun (Rakete)
Die Cajun [ˈkeidʒn̩] (Anhörenⓘ) war eine US-amerikanische Höhenforschungsrakete. Sie entstand als Verbesserung der Deacon-Rakete, indem leistungsfähigere Treibstoffe eingesetzt wurden. Ihre Länge betrug 264 cm, das Gewicht 75,3 kg. Die erste Cajun wurde am 20. Juni 1956 von der Wallops Flight Facility gestartet.
Mit dem Namenszusatz Cajun wurden weitere Raketen gebaut. Hierzu zählen die Nike Cajun und die Cajun Dart.